# Эллипс

Эллипс как коническое сечение

Э́ллипс (др.-греч. ἔλλειψις — «недостаток, выпадение, опущение») — замкнутая плоская кривая, исторически определённая как одно из конических сечений (наряду с параболой и гиперболой).

Эллипс, его центр, фокусы и главные оси (большая и малая)

Название эллипсу дал Аполлоний Пергский в своей «Конике».
В современной геометрии эллипс чаще определяется на плоскости — как геометрическое место точек, для которых сумма расстояний до двух фиксированных точек {\displaystyle F_{1}} и {\displaystyle F_{2}} (фокусов эллипса) есть величина постоянная (см. рис.).
Середина отрезка {\displaystyle F_{1}F_{2}} называется центром эллипса.
Окружность является частным случаем эллипса, у неё оба фокуса слиты в один.
Эллипсы находят широкое применение в физике, астрономии и технике.
Например, орбита каждой планеты Солнечной системы представляет собой эллипс, в одном из фокусов которого расположено Солнце (точнее, фокусом является барицентр пары Солнце-планета).
То же самое верно для спутников планет и всех других систем двух астрономических тел.
Формы планет и звёзд часто хорошо описываются эллипсоидами.
Эллипс также является простейшей фигурой Лиссажу, образованной, когда горизонтальное и вертикальное движения являются синусоидами с одинаковой частотой: аналогичный эффект приводит к эллиптической поляризации света в оптике.

## Другие определения
Эллипс также можно определить как:
- фигуру, которая получается из окружности после аффинного преобразования;
- ортогональную проекцию окружности на плоскость;
- пересечение плоскости и прямого кругового цилиндра.

## Связанные определения  и стандартные обозначения

Стандартные обозначения в эллипсе

- Проходящий через фокусы эллипса отрезок, концы которого лежат на эллипсе, называется большой осью данного эллипса. Длина большой оси далее обозначается {\displaystyle 2a.}
- Отрезок, перпендикулярный большой оси эллипса, проходящий через центр и концы которого лежат на эллипсе, называется малой осью эллипса. Длина малой оси далее обозначается {\displaystyle 2b.}
- Отрезки, проведённые из центра эллипса к вершинам на большой и малой осях, называются соответственно большой полуосью и малой полуосью эллипса, и обозначаются {\displaystyle a} и {\displaystyle b}.
- Расстояния {\displaystyle r_{1}} и {\displaystyle r_{2}} от каждого из фокусов до заданной точки на эллипсе называются фокальными радиусами в этой точке.
- Расстояние от центра эллипса до его фокуса {\displaystyle c={\frac {|F_{1}F_{2}|}{2}}} называется фокальным расстоянием.
- Величина {\displaystyle e={\frac {c}{a}}={\sqrt {1-{\frac {b^{2}}{a^{2}}}}}} называется эксцентриситетом, он находится в интервале [0, 1). Этот параметр характеризует «вытянутость» эллипса, то есть отличие его от окружности. Чем ближе эксцентриситет к нулю, тем меньше эллипс отличается от окружности.
- Отношение длин малой и большой полуосей называется коэффициентом сжатия эллипса или эллиптичностью: {\displaystyle k={\frac {b}{a}}}. Величина, равная {\displaystyle (1-k)={\frac {a-b}{a}},} называется сжатием эллипса. Для окружности коэффициент сжатия равен единице, сжатие — нулю. Коэффициент сжатия и эксцентриситет эллипса связаны соотношением {\displaystyle k^{2}=1-e^{2}.}
- Диаметром эллипса называют произвольную хорду, проходящую через его центр. Сопряжёнными диаметрами эллипса называют пару его диаметров, обладающих следующим свойством: середины хорд, параллельных первому диаметру, лежат на втором диаметре. В этом случае и середины хорд, параллельных второму диаметру, лежат на первом диаметре.
- Радиус эллипса в данной точке это отрезок, соединяющий центр эллипса с точкой, а также его длина, которая вычисляется по формуле {\displaystyle r={\frac {ab}{\sqrt {b^{2}\cos ^{2}\varphi +a^{2}\sin ^{2}\varphi }}}={\frac {b}{\sqrt {1-e^{2}\cos ^{2}\varphi }}}}, где {\displaystyle \varphi } — угол между радиусом и большой полуосью.
- Фокальным параметром {\displaystyle p={\frac {b^{2}}{a}}} называется половина длины хорды, проходящей через фокус и перпендикулярной большой оси эллипса.
- Для каждого из фокусов существует прямая, называемая директрисой, такая, что отношение расстояния от произвольной точки эллипса до его фокуса к расстоянию от этой точки до данной прямой равно эксцентриситету эллипса. Весь эллипс лежит по ту же сторону от такой прямой, что и фокус. Уравнения директрис эллипса в каноническом виде записываются как {\displaystyle x=\pm {\frac {p}{e\left(1-e^{2}\right)}}} для фокусов {\displaystyle \left(\pm {\frac {pe}{1-e^{2}}},\,0\right)} соответственно. Расстояние между фокусом и директрисой равно {\displaystyle {\frac {p}{e}}}.

## Соотношения между элементами эллипса
- {\displaystyle {\boldsymbol {a}}} — большая полуось;
- {\displaystyle {\boldsymbol {b}}} — малая полуось;
- {\displaystyle {\boldsymbol {c}}} — фокальное расстояние (полурасстояние между фокусами);
- {\displaystyle {\boldsymbol {p}}} — фокальный параметр;
- {\displaystyle {\boldsymbol {r}}_{p}} — перифокусное расстояние (минимальное расстояние от фокуса до точки на эллипсе);
- {\displaystyle {\boldsymbol {r}}_{a}} — апофокусное расстояние (максимальное расстояние от фокуса до точки на эллипсе);

{\displaystyle a^{2}=b^{2}+c^{2};}
{\displaystyle e={\frac {c}{a}}={\sqrt {1-{\frac {b^{2}}{a^{2}}}}}\;\;\;(0\leqslant e<1);}
{\displaystyle p={\frac {b^{2}}{a}}.}
|                                                                 | {\displaystyle {\boldsymbol {a}}}    | {\displaystyle {\boldsymbol {b}}}                  | {\displaystyle {\boldsymbol {c}}}                  | {\displaystyle {\boldsymbol {p}}}              | {\displaystyle {\boldsymbol {r_{p}}}}             | {\displaystyle {\boldsymbol {r_{a}}}}             |
| --------------------------------------------------------------- | ------------------------------------ | -------------------------------------------------- | -------------------------------------------------- | ---------------------------------------------- | ------------------------------------------------- | ------------------------------------------------- |
| {\displaystyle {\boldsymbol {a}}} — большая полуось             | {\displaystyle {\boldsymbol {a}}}    | {\displaystyle a={\frac {b}{\sqrt {1-e^{2}}}}}     | {\displaystyle a={\frac {c}{e}}}                   | {\displaystyle a={\frac {p}{1-e^{2}}}}         | {\displaystyle a={\frac {r_{p}}{1-e}}}            | {\displaystyle a={\frac {r_{a}}{1+e}}}            |
| {\displaystyle {\boldsymbol {b}}} — малая полуось               | {\displaystyle b=a{\sqrt {1-e^{2}}}} | {\displaystyle {\boldsymbol {b}}}                  | {\displaystyle b={\frac {c~{\sqrt {1-e^{2}}}}{e}}} | {\displaystyle b={\frac {p}{\sqrt {1-e^{2}}}}} | {\displaystyle b=r_{p}{\sqrt {\frac {1+e}{1-e}}}} | {\displaystyle b=r_{a}{\sqrt {\frac {1-e}{1+e}}}} |
| {\displaystyle {\boldsymbol {c}}} — фокальное расстояние        | {\displaystyle c=ae}                 | {\displaystyle c={\frac {be}{\sqrt {1-e^{2}}}}}    | {\displaystyle {\boldsymbol {c}}}                  | {\displaystyle c={\frac {pe}{1-e^{2}}}}        | {\displaystyle c={\frac {r_{p}e}{1-e}}}           | {\displaystyle c={\frac {r_{a}e}{1+e}}}           |
| {\displaystyle {\boldsymbol {p}}} — фокальный параметр          | {\displaystyle p=a(1-e^{2})}         | {\displaystyle p=b~{\sqrt {1-e^{2}}}}              | {\displaystyle p=c~{\frac {1-e^{2}}{e}}}           | {\displaystyle {\boldsymbol {p}}}              | {\displaystyle p=r_{p}(1+e)}                      | {\displaystyle p=r_{a}(1-e)}                      |
| {\displaystyle {\boldsymbol {r}}_{p}} — перифокусное расстояние | {\displaystyle r_{p}=a(1-e)}         | {\displaystyle r_{p}=b~{\sqrt {\frac {1-e}{1+e}}}} | {\displaystyle r_{p}=c~{\frac {1-e}{e}}}           | {\displaystyle r_{p}={\frac {p}{1+e}}}         | {\displaystyle {\boldsymbol {r}}_{p}}             | {\displaystyle r_{p}=r_{a}{\frac {1-e}{1+e}}}     |
| {\displaystyle {\boldsymbol {r}}_{a}} — апофокусное расстояние  | {\displaystyle r_{a}=a(1+e)}         | {\displaystyle r_{a}=b~{\sqrt {\frac {1+e}{1-e}}}} | {\displaystyle r_{a}=c~{\frac {1+e}{e}}}           | {\displaystyle r_{a}={\frac {p}{1-e}}}         | {\displaystyle r_{a}=r_{p}~{\frac {1+e}{1-e}}}    | {\displaystyle {\boldsymbol {r}}_{a}}             |

## Координатное представление

### Эллипс как кривая второго порядка
Эллипс является центральной невырожденной кривой второго порядка и удовлетворяет общему уравнению вида
{\displaystyle a_{11}x^{2}+a_{22}y^{2}+2a_{12}xy+2a_{13}x+2a_{23}y+a_{33}=0}
при инвариантах {\displaystyle D>0} и {\displaystyle \Delta I<0}, где:

{\displaystyle \Delta ={\begin{vmatrix}a_{11}&a_{12}&a_{13}\\a_{12}&a_{22}&a_{23}\\a_{13}&a_{23}&a_{33}\end{vmatrix}},}

{\displaystyle D={\begin{vmatrix}a_{11}&a_{12}\\a_{12}&a_{22}\end{vmatrix}}=a_{11}a_{22}-a_{12}^{2},}

{\displaystyle I=\operatorname {tr} {\begin{pmatrix}a_{11}&a_{12}\\a_{12}&a_{22}\end{pmatrix}}=a_{11}+a_{22}.}
Соотношения между инвариантами кривой второго порядка и полуосями эллипса (верно только при условии, что центр эллипса совпадает с началом координат и {\displaystyle a_{33}=-1}):

{\displaystyle \Delta =-{\frac {1}{a^{2}}}{\frac {1}{b^{2}}},}

{\displaystyle D={\frac {1}{a^{2}}}{\frac {1}{b^{2}}},}

{\displaystyle I={\frac {1}{a^{2}}}+{\frac {1}{b^{2}}}.}
Если переписать общее уравнение в виде
{\displaystyle AX^{2}+BXY+CY^{2}+DX+EY+F=0,}
то координаты центра эллипса:
{\displaystyle h={\frac {BE-2CD}{4AC-B^{2}}},k={\frac {BD-2AE}{4AC-B^{2}}},}
угол вращения определяется из выражения
{\displaystyle tg(2\Theta )={\frac {B}{A-C}}.}
Направления векторов осей:
{\displaystyle {\begin{pmatrix}B&(C-A+{\sqrt {(C-A)^{2}+B^{2}}})\end{pmatrix}},{\begin{pmatrix}B&(C-A-{\sqrt {(C-A)^{2}+B^{2}}})\end{pmatrix}},}
отсюда
{\displaystyle \operatorname {tg} \Theta ={\frac {C-A\pm {\sqrt {(C-A)^{2}+B^{2}}}}{B}}.}
Длины полуосей определяются выражениями
{\displaystyle a={\sqrt {\frac {2F'({\sqrt {(A-C)^{2}+B^{2}}}+A+C)}{4AC-B^{2}}}},}
{\displaystyle b={\sqrt {{\frac {2F'}{{\sqrt {(A-C)^{2}+B^{2}}}+A+C}}.}}}
Обратное соотношение — коэффициенты общего уравнения из параметров эллипса — можно получить, подставив в каноническое уравнение (см. раздел ниже) выражение для поворота системы координат на угол Θ и переноса в точку {\displaystyle (x_{c},\,y_{c})}:
{\displaystyle {\frac {x'^{2}}{a^{2}}}+{\frac {y'^{2}}{b^{2}}}=1,}
{\displaystyle x'=(x-x_{c})\cos \Theta +(y-y_{c})\sin \Theta ,}
{\displaystyle y'=-(x-x_{c})\sin \Theta +(y-y_{c})\cos \Theta .}
Выполнив подстановку и раскрыв скобки, получим следующие выражения для коэффициентов общего уравнения:
{\displaystyle A=a^{2}\sin ^{2}\Theta +b^{2}\cos ^{2}\Theta ,}
{\displaystyle B=2(b^{2}-a^{2})\sin \Theta \cos \Theta ,}
{\displaystyle C=a^{2}\cos ^{2}\Theta +b^{2}\sin ^{2}\Theta ,}
{\displaystyle D=-2Ax_{c}-By_{c},}
{\displaystyle E=-Bx_{c}-2Cy_{c},}
{\displaystyle F=Ax_{c}^{2}+Cy_{c}^{2}+Bx_{c}y_{c}-a^{2}b^{2}.}
Если ввести только угол, а центр эллипса оставить в начале координат, то
{\displaystyle D=0,}
{\displaystyle E=0,}
{\displaystyle F=-a^{2}b^{2}.}
Следует заметить, что в уравнении общего вида эллипса, заданного в декартовой системе координат, коэффициенты {\displaystyle A,B,C,D,E,F} (или, что то же самое, {\displaystyle a_{11},2a_{12},a_{22},2a_{13},2a_{23},a_{33}}) являются определёнными с точностью до произвольного постоянного множителя, то есть приведённая выше запись и
{\displaystyle AkX^{2}+BkXY+CkY^{2}+DkX+EkY+Fk=0,}
где {\displaystyle k\neq 0,} являются эквивалентными.
Нельзя ожидать, что выражение
{\displaystyle 1/a^{2}+1/b^{2}=Ak+Ck}
будет выполняться при любом {\displaystyle k}.
Соотношение между инвариантой {\displaystyle I} и полуосями в общем виде выглядит следующим образом:
{\displaystyle {\frac {1}{a^{2}}}+{\frac {1}{b^{2}}}={\frac {A+C}{F\cdot (A\cdot h^{2}+B\cdot h\cdot k+C\cdot k^{2}-1)}}={\frac {I}{F'}},}
где {\displaystyle F'=F\cdot (A\cdot h^{2}+B\cdot h\cdot k+C\cdot k^{2}-1)} — коэффициент {\displaystyle F} при переносе начала координат в центр эллипса, когда уравнение приводится к виду
{\displaystyle AX^{2}+BXY+CY^{2}+F'=0.}
Другие инварианты находятся в следующих соотношениях:
{\displaystyle -{\frac {\Delta }{F'^{3}}}={\frac {D}{F'^{2}}}={\frac {1}{a^{2}}}{\frac {1}{b^{2}}}.}

### Каноническое уравнение
Для любого эллипса можно найти декартову систему координат такую, что эллипс будет описываться уравнением:
{\displaystyle {\frac {x^{2}}{a^{2}}}+{\frac {y^{2}}{b^{2}}}=1.}
Это уравнение называется каноническим уравнением эллипса.
Оно описывает эллипс с центром в начале координат, оси которого совпадают с осями координат.

#### Соотношения
Для определённости положим, что {\displaystyle 0<b\leqslant a.}
В этом случае величины {\displaystyle a} и {\displaystyle b} — соответственно, большая и малая полуоси эллипса.
Зная полуоси эллипса, можно вычислить:
- расстояние между фокусами и эксцентриситет {\displaystyle \left|F_{1}F_{2}\right|=2{\sqrt {a^{2}-b^{2}}},\;\;\;e={\frac {\sqrt {a^{2}-b^{2}}}{a}}<1,}
- координаты фокусов эллипса {\displaystyle \left(ae,\,0\right),\left(-ae,\,0\right).}

Эллипс имеет две директрисы, уравнения которых можно записать как
{\displaystyle x={\frac {a}{e}},\;\;\;x=-{\frac {a}{e}}.}
Фокальный параметр (то есть половина длины хорды, проходящей через фокус и перпендикулярной оси эллипса) равен
{\displaystyle p={\frac {b^{2}}{a}}.}
Фокальные радиусы, то есть расстояния от фокусов до произвольной точки кривой {\displaystyle \left(x,\,y\right)}:
{\displaystyle r_{1}=a+ex,\;\;\;r_{2}=a-ex.}
Уравнение диаметра, сопряжённого хордам с угловым коэффициентом {\displaystyle k}:
{\displaystyle y=-{\frac {b^{2}}{a^{2}k}}x.}
Уравнение касательной к эллипсу в точке {\displaystyle (x_{0},y_{0})} имеет вид:
{\displaystyle {\frac {xx_{0}}{a^{2}}}+{\frac {yy_{0}}{b^{2}}}=1.}
Условие касания прямой {\displaystyle y=mx+k} и эллипса {\displaystyle {\frac {x^{2}}{a^{2}}}+{\frac {y^{2}}{b^{2}}}=1} записывается в виде соотношения {\displaystyle k^{2}=m^{2}a^{2}+b^{2}.}
Уравнение касательных, проходящих через точку {\displaystyle \left(x_{1},y_{1}\right)}:
{\displaystyle {\frac {y-y_{1}}{x-x_{1}}}={\frac {-x_{1}y_{1}\pm {\sqrt {b^{2}x_{1}^{2}+a^{2}y_{1}^{2}-a^{2}b^{2}}}}{a^{2}-x_{1}^{2}}}.}
Уравнение касательных, имеющих данный угловой коэффициент {\displaystyle k}:
{\displaystyle y=kx\pm {\sqrt {k^{2}a^{2}+b^{2}}},}
точки касания такой прямой эллипса (или что то же самое, точки эллипса, где касательная имеет угол с тангенсом, равным {\displaystyle k}):
{\displaystyle x=\mp {\frac {ka^{2}}{\sqrt {k^{2}a^{2}+b^{2}}}},y=\pm {\frac {b^{2}}{\sqrt {k^{2}a^{2}+b^{2}}}}.}
Уравнение нормали в точке {\displaystyle \left(x_{1},y_{1}\right):}
{\displaystyle {\frac {y-y_{1}}{x-x_{1}}}={\frac {a^{2}y_{1}}{b^{2}x_{1}}}.}

### Уравнения в параметрической форме

Геометрическая иллюстрация параметризации эллипса (анимация)

Каноническое уравнение эллипса может быть параметризовано:
{\displaystyle {\begin{cases}x=a\,\cos t\\y=b\,\sin t\end{cases}}\;\;\;0\leqslant t\leqslant 2\pi ,}
где {\displaystyle t} — параметр.
Параметр {\displaystyle t} является углом между положительным направлением оси абсцисс и радиус-вектором данной точки.

### В полярных координатах
Если принять фокус эллипса за полюс, а большую ось — за полярную ось, то его уравнение в полярных координатах {\displaystyle \left(\rho ,\varphi \right)} будет иметь вид
{\displaystyle \rho ={\frac {p}{1\pm e\cos \varphi }},}
где e — эксцентриситет, а p — фокальный параметр.
Знак минус соответствует помещению полюса полярных координат в левый фокус, а знак плюс — в правый.

#### Вывод уравнения
Пусть r1 и r2 — расстояния до данной точки эллипса от первого и второго фокусов.
Пусть также полюс системы координат находится в первом фокусе, а угол {\displaystyle \varphi } отсчитывается от направления на второй фокус.
Тогда из определения эллипса следует, что
{\displaystyle r_{1}+r_{2}=2a}.
Отсюда {\displaystyle r_{2}^{2}=\left(2a-r_{1}\right)^{2}=4a^{2}-4ar_{1}+r_{1}^{2}}.
С другой стороны, из теоремы косинусов
{\displaystyle r_{2}^{2}=r_{1}^{2}+4c^{2}-4r_{1}c\cos \varphi .}
Исключая {\displaystyle r_{2}} из последних двух уравнений, получаем
{\displaystyle r_{1}={\frac {a^{2}-c^{2}}{a-c\cos \varphi }}={\frac {a(1-c^{2}/a^{2})}{1-c/a\cos \varphi }}.}
Учитывая, что {\displaystyle p=a(1-e^{2})} и {\displaystyle e={\frac {c}{a}}}, получаем искомое уравнение.
Если принять центр эллипса за полюс, а большую ось — за полярную ось, то его уравнение в полярных координатах {\displaystyle \left(\rho ,\varphi \right)} будет иметь вид
{\displaystyle \rho ={\frac {b}{\sqrt {1-e^{2}\cos ^{2}\varphi }}}={\frac {ab}{\sqrt {a^{2}\sin ^{2}\varphi +b^{2}\cos ^{2}\varphi }}}.}

### В подерных координатах

Длина дуги эллипса (s) в зависимости от его параметра (θ)

Уравнение эллипса в подерных координатах {\displaystyle (r,p)} будет иметь следующий вид:
{\displaystyle {\frac {b^{2}}{p^{2}}}={\frac {2a}{r}}-1.}

## Длина дуги эллипса
Длина дуги плоской линии определяется по формуле:
{\displaystyle l=\int \limits _{t_{1}}^{t_{2}}{\sqrt {\left({\frac {dx}{dt}}\right)^{2}+\left({\frac {dy}{dt}}\right)^{2}}}\,dt.}
Воспользовавшись параметрическим представлением эллипса, получаем следующее выражение:
{\displaystyle l=\int \limits _{t_{1}}^{t_{2}}{\sqrt {a^{2}\sin ^{2}t+b^{2}\cos ^{2}t}}\,dt.}
После замены {\displaystyle b^{2}=a^{2}\left(1-e^{2}\right)} выражение для длины дуги принимает окончательный вид:
{\displaystyle l=a\int \limits _{t_{1}}^{t_{2}}{\sqrt {1-e^{2}\cos ^{2}t}}\,dt,\;\;\;e<1.}
Получившийся интеграл принадлежит семейству эллиптических интегралов, которые в элементарных функциях не выражаются, и сводится к эллиптическому интегралу второго рода {\displaystyle E\left(t,e\right)}.
В частности, периметр эллипса равен:
{\displaystyle L=4a\int \limits _{0}^{\pi /2}{\sqrt {1-e^{2}\cos ^{2}t}}\,dt=4aE(e),}
где {\displaystyle E\left(e\right)} — полный эллиптический интеграл второго рода.

### Приближённые формулы для периметра
Не существует общей формулы, которая выражает длину периметра эллипса через его большие и малые полуоси и при этом использует только элементарные функции.
Однако имеются приближённые формулы, в которых фигурируют эти параметры.
Одно из приближений предложено Эйлером в 1773 году; периметр эллипса, записанного каноническим уравнением:
{\displaystyle {\frac {x^{2}}{a^{2}}}+{\frac {y^{2}}{b^{2}}}=1,}
приблизительно равен 
{\displaystyle L\approx \pi {\sqrt {2(a^{2}+b^{2})}}}
Нижние и верхние границы периметра эллипса.
{\displaystyle 2\pi b\leqslant L\leqslant 2\pi a,}
{\displaystyle \pi (a+b)\leqslant L\leqslant 4(a+b),}
{\displaystyle 4{\sqrt {a^{2}+b^{2}}}\leqslant L\leqslant \pi {\sqrt {2(a^{2}+b^{2})}}.}
Здесь верхняя граница {\displaystyle 2\pi a} — длина описанной концентричной окружности, проходящей через концевые точки больших осей эллипса, а нижняя граница {\displaystyle 4{\sqrt {a^{2}+b^{2}}}} — периметр вписанного ромба, вершины которого — концы больших и малых осей.
Другие варианты приближённой оценки длины периметра эллипса:
{\displaystyle L\approx 4{\frac {\pi ab+(a-b)^{2}}{a+b}}.}
Максимальная погрешность этой формулы {\displaystyle \approx 0{,}63\ \%} при эксцентриситете эллипса {\displaystyle \approx 0{,}988} (соотношение осей {\displaystyle \approx 1/6{,}5}).
Погрешность всегда положительна.
Приблизительно в два раза меньшие погрешности в широком диапазоне эксцентриситетов дает формула:
{\displaystyle L\approx 4\cdot \left(a^{x}+b^{x}\right)^{\left(1/x\right)}}, где {\displaystyle x={\frac {\ln 2}{\ln {\frac {\pi }{2}}}}.}
Максимальная погрешность этой формулы {\displaystyle \approx 0{,}36\ \%} при эксцентриситете эллипса {\displaystyle \approx 0{,}980} (соотношение осей {\displaystyle \approx 1/5})
Погрешность также всегда положительна.
Существенно лучшую точность при {\displaystyle 0{,}05<a/b<20} обеспечивает формула Рамануджана:
{\displaystyle L\approx \pi \left[3(a+b)-{\sqrt {(3a+b)(a+3b)}}\right].}
При эксцентриситете эллипса {\displaystyle \approx 0{,}980} (соотношение осей {\displaystyle \approx 1/5}) погрешность составляет {\displaystyle \approx 0{,}02\ \%}.
Погрешность всегда отрицательна.
Ещё точней оказалась вторая формула Рамануджана:
{\displaystyle L\approx \pi (a+b)\left[1+{\frac {3\left({\frac {a-b}{a+b}}\right)^{2}}{10+{\sqrt {4-3\left({\frac {a-b}{a+b}}\right)^{2}}}}}\right].}

### Точные формулы для периметра
Джеймс Айвори и Фридрих Бессель независимо друг от друга получили формулу для периметра эллипса:
{\displaystyle L=\pi (a+b)\left[1+\sum \limits _{n=1}^{\infty }\left[{\frac {(2n-1)!!}{(2n-1)\cdot 2^{n}\cdot n!}}\left({\frac {a-b}{a+b}}\right)^{n}\right]^{2}\right].}
Альтернативная формула
{\displaystyle L={\frac {2\pi aN(1-e^{2})}{M({\sqrt {1-e^{2}}})}}={\frac {2\pi N(a^{2};b^{2})}{M(a;b)}},}
где {\displaystyle M(x)} — арифметико-геометрическое среднее 1 и {\displaystyle x},
а {\displaystyle N(x)} — модифицированное арифметико-геометрическое среднее 1 и {\displaystyle x}, которое было введено С. Ф. Адлаем в статье 2012 года.

## Площадь эллипса и его сегмента
Площадь эллипса вычисляется по формуле
{\displaystyle S=\pi ab.}
Площадь сегмента между дугой, выпуклой влево, и вертикальной хордой, проходящей через точки {\displaystyle \left(x,\,y\right)} и {\displaystyle \left(x,\,-y\right),} можно определить по формуле:
{\displaystyle S={\frac {\pi ab}{2}}-{\frac {b}{a}}\left(x\,{\sqrt {a^{2}-x^{2}}}+a^{2}\arcsin {\frac {x}{a}}\right).}
Если эллипс задан уравнением
{\displaystyle Ax^{2}+Bxy+Cy^{2}=1}, то площадь можно определить по формуле
{\displaystyle S={\frac {2\pi }{\sqrt {4AC-B^{2}}}}.}

## Другие свойства
- Оптические
  - Свет от источника, находящегося в одном из фокусов, отражается эллипсом так, что отраженные лучи пересекутся во втором фокусе.
  - Свет от источника, находящегося вне любого из фокусов, отражается эллипсом так, что отраженные лучи ни в каком фокусе не пересекутся.
- Если {\displaystyle F_{1}} и {\displaystyle F_{2}} — фокусы эллипса, то для любой точки X, принадлежащей эллипсу, угол между касательной в этой точке и прямой {\displaystyle (F_{1}X)} равен углу между этой касательной и прямой {\displaystyle (F_{2}X)}.
- Прямая, проведённая через середины отрезков, отсечённых двумя параллельными прямыми, пересекающими эллипс, всегда будет проходить через центр эллипса. Это позволяет построением с помощью циркуля и линейки легко получить центр эллипса, а в дальнейшем оси, вершины и фокусы.
  - Эквивалентная формулировка: через середины двух любых параллельных хорд эллипса проходит какой-либо диаметр эллипса. В свою очередь, любой диаметр эллипса всегда проходит через центр эллипса.
- Эволютой эллипса является астроида, вытянутая вдоль вертикальной оси.
- Точки пересечения эллипса с осями являются его вершинами.
- Эксцентриситет эллипса, то есть отношение {\displaystyle e={\frac {c}{a}}={\sqrt {1-{\frac {b^{2}}{a^{2}}}}}\;\;\;(0\leqslant e<1),} характеризует вытянутость эллипса. Чем эксцентриситет ближе к нулю, тем эллипс больше напоминает окружность и наоборот, чем эксцентриситет ближе к единице, тем он более вытянут.
  - Если эксцентриситет эллипса равен нулю (что то же самое, что фокальное расстояние равно нулю: {\displaystyle F_{1}F_{2}=0}), то эллипс вырождается в окружность.
- Для любого эллипса с эксцентриситетом {\displaystyle e>{\frac {\sqrt {2}}{2}}} на каждой четверти эллипса, отсекаемой от него его осями, найдётся ровно одна точка, отличная от вершины, нормаль к данному эллипсу в которой проходит через вершину эллипса. Так, для эллипса {\displaystyle {\frac {x^{2}}{a^{2}}}+{\frac {y^{2}}{b^{2}}}=1}, где {\displaystyle a>b{\sqrt {2}}}, то есть {\displaystyle e>{\frac {\sqrt {2}}{2}}}, координаты таких четырёх точек (по одной в каждой четверти эллипса) таковы: {\displaystyle {\Bigl (}{\frac {a^{2}{\sqrt {a^{2}-2b^{2}}}}{a^{2}-b^{2}}};{\frac {b^{3}}{a^{2}-b^{2}}}{\Bigr )};{\Bigl (}-{\frac {a^{2}{\sqrt {a^{2}-2b^{2}}}}{a^{2}-b^{2}}};{\frac {b^{3}}{a^{2}-b^{2}}}{\Bigr )};{\Bigl (}{\frac {a^{2}{\sqrt {a^{2}-2b^{2}}}}{a^{2}-b^{2}}};-{\frac {b^{3}}{a^{2}-b^{2}}}{\Bigr )};{\Bigl (}-{\frac {a^{2}{\sqrt {a^{2}-2b^{2}}}}{a^{2}-b^{2}}};-{\frac {b^{3}}{a^{2}-b^{2}}}{\Bigr )}}. Пусть эллипс с эксцентриситетом {\displaystyle e>{\frac {\sqrt {2}}{2}}} имеет фокусы {\displaystyle F_{1}} и {\displaystyle F_{2}}; нормаль к нему в точке {\displaystyle A}, отличной от вершины, проходит через точку {\displaystyle K} данного эллипса, отличную от точки {\displaystyle A}; тогда точка {\displaystyle K} является вершиной эллипса тогда и только тогда, когда четырёхугольник {\displaystyle AF_{1}KF_{2}} вписан. При этом угол между большой осью такого эллипса и указанной нормалью равен {\displaystyle \arcsin {\frac {b}{\sqrt {a^{2}-b^{2}}}}=\arcsin {\frac {\sqrt {1-e^{2}}}{e}}}; {\displaystyle \angle F_{1}AF_{2}=2\arctan {\frac {b}{\sqrt {a^{2}-b^{2}}}}=2\arctan {\frac {\sqrt {1-e^{2}}}{e}}}. Для любого эллипса с эксцентриситетом {\displaystyle e\leqslant {\frac {\sqrt {2}}{2}}} нормаль к эллипсу в данной точке проходит через вершину эллипса только если данная точка сама является иной вершиной такого эллипса.
- Экстремальные свойства[11]
  - Если {\displaystyle F} — выпуклая фигура и {\displaystyle T_{n}} — вписанный в {\displaystyle F} {\displaystyle n}-угольник максимальной площади, то
{\displaystyle S(T_{n})\geq S(F)\cdot {\frac {n}{2\cdot \pi }}{\sin(2\cdot \pi /n)},}

где {\displaystyle S(F)} обозначает площадь фигуры {\displaystyle F}.
- Более того, равенство достигается в том и только в том случае, если {\displaystyle F} ограничено эллипсом.

- Среди всех выпуклых замкнутых кривых, ограничивающих данную площадь, эллипсы и только они имеет максимальную аффинную длину.

- Если произвольный эллипс вписан в треугольник ABC и имеет фокусы P и Q, тогда для него справедливо соотношение[12]

{\displaystyle {\frac {{\overline {PA}}\cdot {\overline {QA}}}{{\overline {CA}}\cdot {\overline {AB}}}}+{\frac {{\overline {PB}}\cdot {\overline {QB}}}{{\overline {AB}}\cdot {\overline {BC}}}}+{\frac {{\overline {PC}}\cdot {\overline {QC}}}{{\overline {BC}}\cdot {\overline {CA}}}}=1.}
- Касательная, проходящая через точку {\displaystyle (x_{0},y_{0})}, принадлежащую эллипсу, имеет следующее уравнение:

{\displaystyle {\frac {xx_{0}}{a^{2}}}+{\frac {yy_{0}}{b^{2}}}=1.}
- Если лестницу (бесконечно тонкий отрезок прямой) прислонить к вертикальной стенке с горизонтальным полом, и один конец лестницы будет скользить по стенке (всё время касаясь её) а второй конец лестницы будет скользить по полу (всё время касаясь его), тогда любая фиксированная точка лестницы (не на её концах), будет двигаться по дуге некоторого эллипса. Это свойство остаётся верным, если мы возьмём точку не внутри лестницы-отрезка, а на её мыслимом продолжении. Последнее свойство используется в описанном выше➤ эллипсографе.
- Отношения элементов эллипса

- Если {\displaystyle F_{1}} и {\displaystyle F_{2}} — фокусы эллипса, {\displaystyle X} — точка эллипса, отличная от его вершины, принадлежащей большой оси, {\displaystyle N} — вторая (отличная от точки {\displaystyle X}) точка пересечения эллипса с нормалью к этому эллипсу в точке {\displaystyle X}, то отношение фокальных радиусов в точке {\displaystyle X} можно определить по формуле

{\displaystyle {\frac {F_{1}X}{F_{2}X}}={\frac {\cot {\frac {\angle XF_{1}N}{2}}}{\cot {\frac {\angle XF_{2}N}{2}}}}}.

## Построение эллипса
Инструментами для рисования эллипса являются:
- эллипсограф
- две иголки, воткнутые в фокусы эллипса и соединённые ниткой длиной 2a, которую оттягивают карандашом. Способ был придуман Джеймсом Максвеллом в возрасте 14 лет и при запросе его отца в Эдинбургское королевское общество оказался ранее неизвестным[13].

При помощи циркуля или циркуля и линейки можно построить любое количество точек, принадлежащих эллипсу, но не весь эллипс целиком.

## Эллипсы, связанные с треугольником
- Эллипс Брокара — эллипс с фокусами в точках Брокара
- Эллипс Мандарта
- Эллипс Штейнера